# Majstersztyk
Majstersztyk (niem. Meisterstück, dosł. mistrzowskie dzieło) – praca czeladnika cechowego, będąca głównym sprawdzianem jego umiejętności przed wyzwoleniem się na mistrza. Praca taka musiała cechować się innowacyjnością i starannym wykonaniem, co oceniała rada złożona ze starszych cechu. W zależności od statusu cechu, wykonanie majstersztyku mogło wiązać się też z obowiązkiem wcześniejszej wędrówki po innych miastach w celu zapoznania się z nowymi pomysłami i technologiami, które mogłyby zostać odzwierciedlone w dziele. W ten sposób zapewniano motywację do powstawania nowości oraz przepływanie nowych pomysłów i technologii.
W języku polskim określenie to jest obecnie używane wobec „szczególnie udanego dzieła sztuki lub rzemiosła, arcydzieła”.